# Draba argyrea
Draba argyrea là một loài thực vật có hoa trong họ Cải. Loài này được Rydb. mô tả khoa học đầu tiên năm 1903.